# Nuraghe Santu Antine

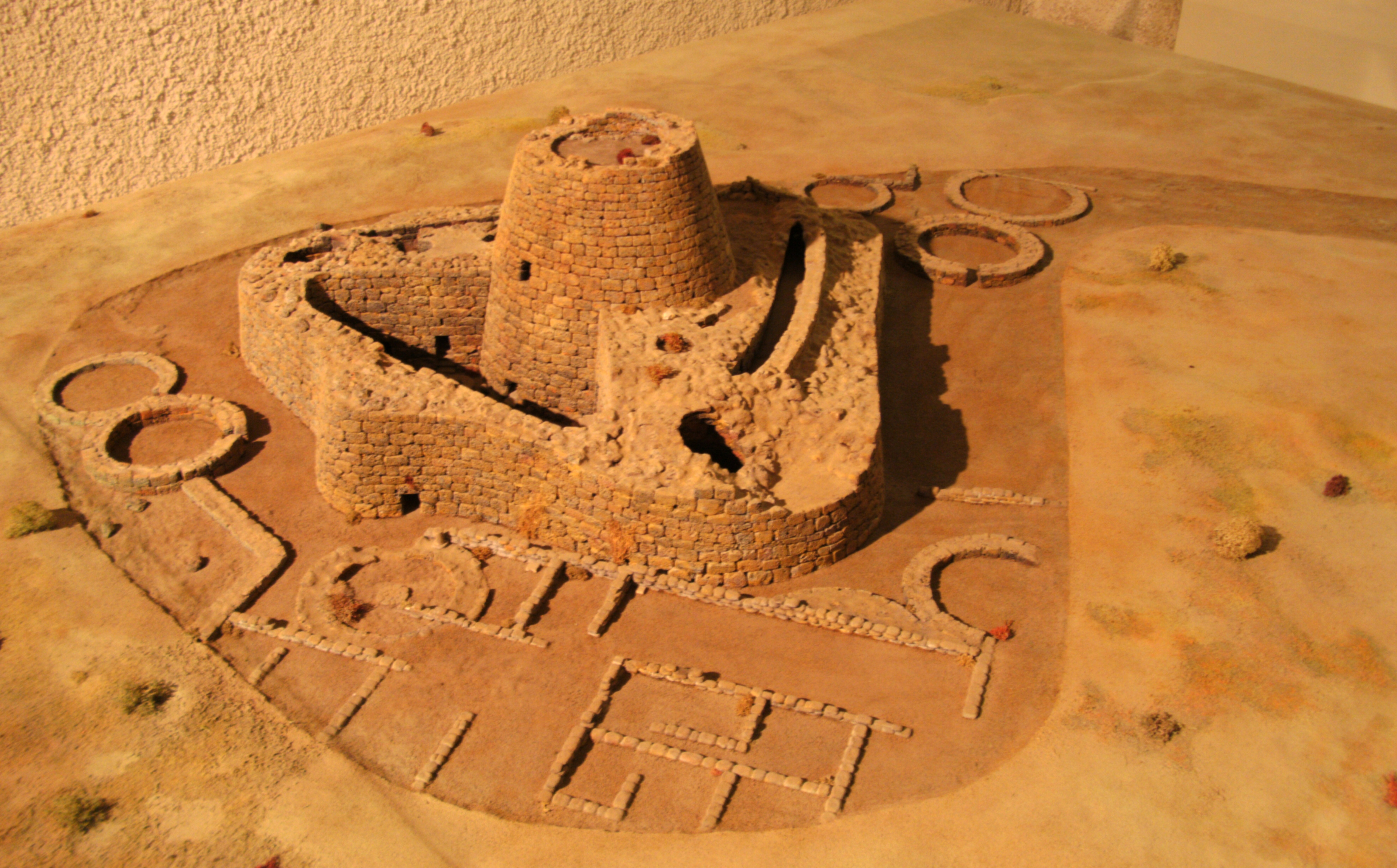
Modell in Torralba

Plan

Die Nuraghe Santu Antine ist eine bronzezeitliche Nuraghe auf Sardinien in der Gegend von Torralba (Metropolitanstadt Sassari). Ausgrabungsarbeiten haben Siedlungsspuren aus der Römerzeit freigelegt. Das Denkmal im Tal der Nuraghen ist touristisch erschlossen und gilt als besonders sehenswert. Im Ortsmuseum Torralba sind Funde und ein Modell ausgestellt. Etwa 800 m Luftlinie entfernt, bei Giave, liegt die Nuraghe Oes.
Die Nuraghe heißt im Volksmund Sa Domo de su Re (dt. „Haus des Königs“; der nuraghische Königspalast) – eine Bezeichnung die auf die Dimension des Bauwerks anspielt. Der Hauptturm ist heute noch 17,55 m hoch erhalten und zählt zu den höchsten auf Sardinien.

## Forschungsgeschichte
- 1774: erste Zeichnung des Naturforschers Abt Francesco Cetti (wohl die erste Zeichnung einer Nuraghe überhaupt). Die Nuraghe ist ein großer Schutthaufen, aus dem der zentrale Turm (Mastio) herausragt. Der Innenhof ist vollkommen verschüttet und wird erst 60 Jahre später durch Ausgrabungsarbeiten entdeckt.
- 1828: W. H. Smith legt die erste Planimetrie mit Querschnitt und Perspektivansicht vor.
- 1840: Fotografie von Graf Alberto Ferrero de Lamamora im Atlas seines Buches Voyage en Sardaigne.
- 1854–1867: Beobachtungen des Archäologen Giovanni Spano
- 1888: Perspektivansicht von Pater Alberto Centurione, die die Erhöhung der Winkeltürme noch zeigt (heute verschwunden) – durch eine Brunnenbau-Maßnahme wurden einige Steine abgetragen.
- 1901: Erste photographische Aufnahme von Giovanni Pinza.
- 1908: Betrachtungen von Francois Préchac.
- 1923: Betrachtungen von Ettore Pais
- 1935: Erste Archäologische Ausgrabungen von Antonio Taramelli – hier aber nur das Hauptmonument und die Reste der anliegenden römischen Gebäude. Dabei wurden alle Räume der Nuraghe ausgeräumt und ein Zugang zu jedem Stock ermöglicht.
- 1947: erster Rekonstruktionsvorschlag durch Paolino Mingazzini
- 1964: Ausgrabungen von Guglielmo Maetzke und Ercole Contu in den kreisförmigen Hüttenkomplexen.
- 1985: Suchgraben am Westmauerwerk mit der Auffindung des Fundamentes durch Susanna Baffico und Guido Rossi.

Contu (1988) schätzt, dass bislang etwa 10 % der Anlage ausgegraben wurden.

## Denkmalbeschreibung

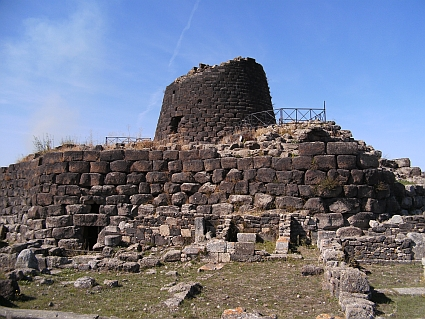
Santu Antine

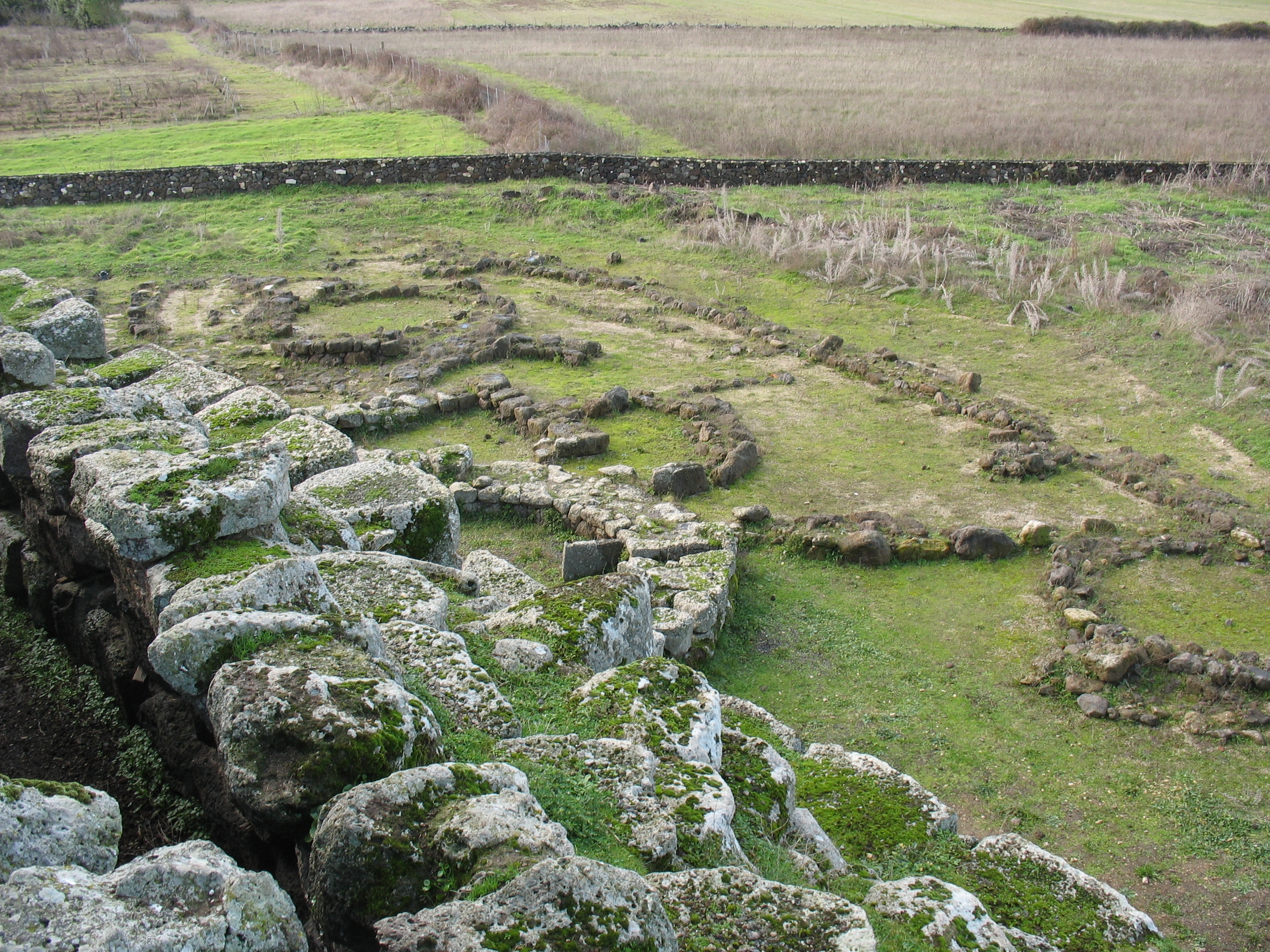
Siedlungsreste auf dem östlichen Vorplatz

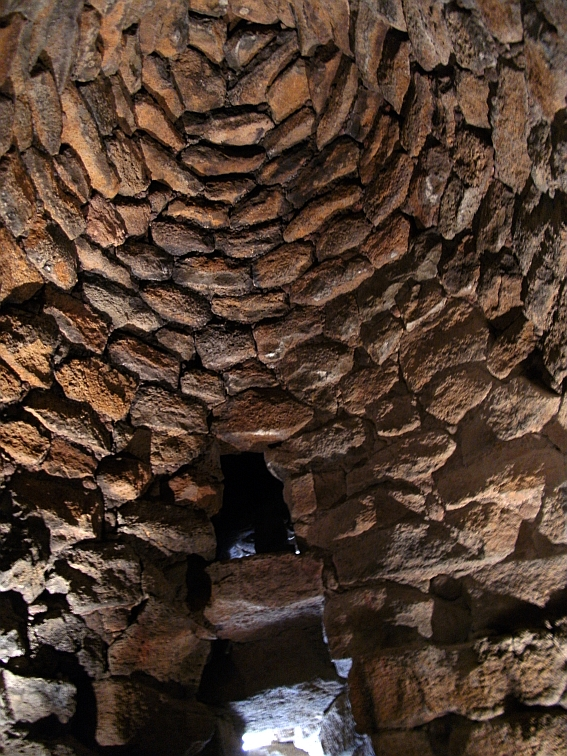
In der Hauptzelle, Erdgeschoss

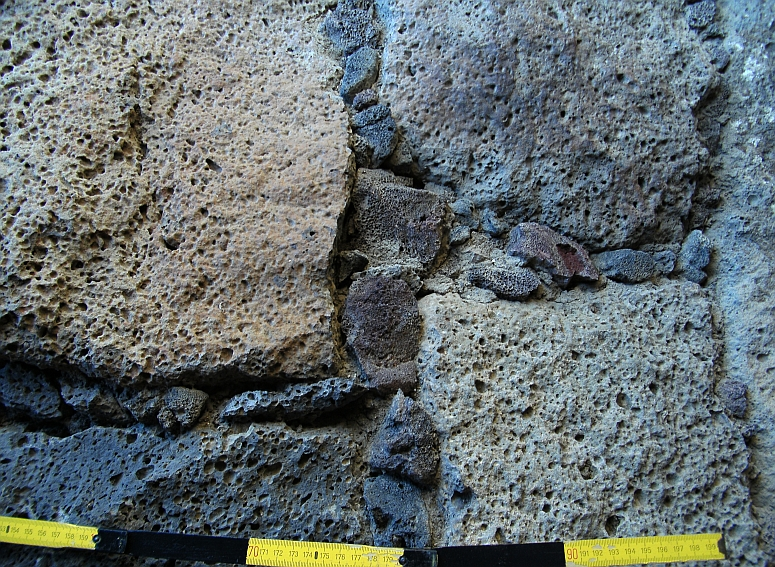
Verfugungstechnik

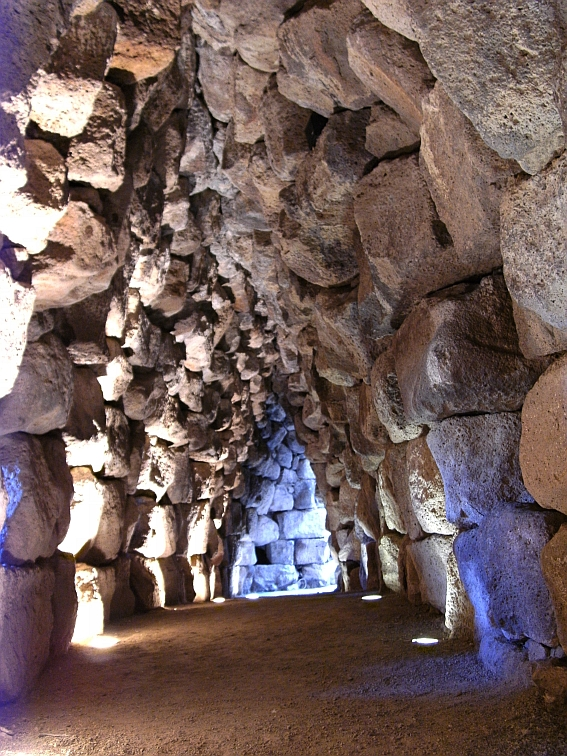
Blick in den Westgang, Bastion

Die Anlage besteht aus den Elementen:
a.) Hauptturm: das zentrale, mehrschalige Gebäude
b.) Mauer mit drei eckständigen Tholoi um den Hauptturm
c.) Siedlungsreste rund um die Bastion

### Der Hauptturm
FormatBasisdurchmesser 10,23 m; ehemalige Höhe ca. 21 m, jetzt 17,55 m.
Materialgrößtenteils behauene Basaltblöcke, alle organischen Bauteile wie Holzbalken, Matten etc. sind vergangen. Die Fugen wurden mit Basaltbruch verfugt. Der Basalt ist blasig (Durchmesser der Luftblasen bis 0,6 cm) und hat eine dunkel-violette/schwarzgraue Farbe. Orange-gelbe Flechten siedeln sich auf diesem Stein bevorzugt und effektvoll an.
Aufbausogenannte zyklopische Bauweise. Untere Reihensteine weisen Größen von 1,13 × 0,68 m (= 0,77 m²); die oberen Reihensteine 0,74 × 0,38 m auf (0,28 m²). Die Steine sind erkennbar in eine großklotzige, grobe Bauweise im unteren Abschnitt (12 Schichten) und eine feinsteinige Bauweise im oberen Abschnitt (17 Schichten erhalten) unterteilt. Dabei ist bei beiden Bauabschnitten zu sehen, dass nach oben hin kleinere Steine verwendet wurden.
GestaltungKegelstumpfförmig; dunkelviolette/schwarze Oberfläche. Einige gefundene helle Mergelsteine können auf eine effektvolle weiße Bekrönung hinweisen. Es wurden auch Kragsteine im Schutt gefunden, die die Spitze des Hauptturms analog zu anderen Funden bei verschiedenen Nuraghen (Nuraghe Costa Palma) mit einer Brustwehr bildeten.
ErdgeschossNach dem Durchgang erreicht man einen kreuzförmigen Eingang, der links zur Spiraltreppe hinaufführt sowie geradeaus in die Zentralkammer und rechts in den Ringflur um die Zentralkammer. Die Zentralkammer hat 5,25 m Durchmesser und 7,93 m Deckenhöhe. Spitzbogige Gewölbeform ohne echten Schlussstein. Der Ringflur hat 9 Lichtspalten, die jedoch von der späteren Bauphase der Bastion verdeckt wurden.
AufgangDer Weg über die Spiraltreppe (rechtsgewunden, günstig für die Verteidigung) führt an einer kleinen Kammer auf halber Höhe zum 1. Stock vorbei. Ein auffällig schmaler Durchgang führt in diese Kammer. Beim Bau der Bastion wurden hier sechs Lichtschächte verdeckt.
1. StockDie zentrale Zelle hat einen Durchmesser von 4,85 m und eine Höhe von 5,33 m. Hier auch eine umgebende Steinsitzbank wie z. B. beim „Parlamentsgebäude“ des Nuraghe Palma Vera. Diese Form der Sitzbank eines Nuraghen ist einzigartig und sonst nur in den Außengebäuden vorhanden. Beim Zugang zur Zelle befindet sich auch ein Durchgang nach draußen mit Blick in den Innenhof.
2. StockStark beschädigt, die zentrale Zelle hat hier etwa 4,12 m Durchmesser und ca. 4,50 m Höhe (rekonstruiert). Hier gab es auch einen Zugang zur umschließenden, vorkragenden Terrasse. Diese ist bei keiner Nuraghe erhalten geblieben, wird aber durch die gefundenen Kragsteine und die Modelle bewiesen.

### Die Bastion
FormatGrob dreieckiger Grundriss, der den Hauptturm integriert – es führt aber kein Zugang in diesen. Die Länge der Basisseite beträgt etwa 39 m.
MaterialDunkler Basalt wie beim Hauptturm; 0,85 × 0,66 m (= 0,6 m²). Die Oberflächen sind nicht flach, sondern leicht konkav gestaltet.